# Who'll Stop the Rain (film)
Who'll Stop the Rain is een Amerikaanse dramafilm uit 1978 onder regie van Karel Reisz.

## Verhaal
Ray Hicks is een veteraan uit de Vietnamoorlog. Hij wordt opgepakt, omdat hij zijn vriend John Converse heeft geholpen bij het smokkelen van heroïne. Op die manier wil hij een verhouding beginnen met de vrouw van John.

## Rolverdeling
| Acteur           | Personage      |
| ---------------- | -------------- |
| Nick Nolte       | Ray Hicks      |
| Tuesday Weld     | Marge Converse |
| Michael Moriarty | John Converse  |
| Anthony Zerbe    | Antheil        |
| Richard Masur    | Danskin        |
| Ray Sharkey      | Smitty         |
| Gail Strickland  | Charmian       |
| Charles Haid     | Eddie Peace    |
| David Opatoshu   | Bender         |
| Joaquín Martínez | Angel          |
| James Cranna     | Gerald         |
| Timothy Blake    | Jody           |
| Shelby Balik     | Janey          |
| Jean Howell      | Edna           |
| José Carlos Ruiz | Galindez       |